# Controle de autoridade
Controle de autoridade, controle de autoria (português brasileiro) ou controlo de autoridade, controlo de autoria (português europeu) na biblioteconomia e na ciência da informação é a prática de criar e manter cabeçalhos (também chamados de pontos de acesso) para materiais bibliográficos em um catálogo de biblioteca.
O controle de autoridade cumpre duas funções importantes. Primeiro, ele permite que catalogadores desambiguem itens com cabeçalhos semelhantes ou idênticos. Por exemplo, dois autores que publicaram sob o mesmo nome podem ser distinguidos uns dos outros pelo acréscimo de iniciais dos nomes do meio, da data de nascimento e/ou morte (ou se destacou, se estes forem desconhecidos) ou um epíteto descritivo para o cabeçalho de um autor (ou de ambos). Em segundo lugar, o controle de autoridade é usado por catalogadores para dispor materiais que logicamente estão reunidos, embora eles apresentam-se de forma diferente. Por exemplo, registros de autoridade são utilizados para estabelecer títulos uniformes, os quais podem dispor todas as versões de uma determinada obra juntas, mesmo quando elas são publicadas sob títulos diferentes. 
Embora teoricamente qualquer parte de informação sobre um determinado livro seja sujeita ao controle de autoridade, catalogadores normalmente enfocam esse processo nos autores e nos títulos. Cabeçalhos de assunto (ou pontos de acesso de assunto) cumprem uma função semelhante aos registros de autoridade, embora eles geralmente sejam considerados separadamente.

## Exemplos
- Virtual International Authority File (VIAF), ficheiro de autoria virtual e internacional para pessoas;
- Gemeinsame Normdatei, ficheiro de autoria para pessoas, tópicos e entidades mantido pela Biblioteca Nacional da Alemanha.